# Arcadia (Califórnia)
Arcadia é uma cidade localizada no estado americano da Califórnia, no condado de Los Angeles. Foi incorporada em 1903.

## Geografia
De acordo com o Departamento do Censo dos Estados Unidos, a cidade tem uma área de 28,8 km², dos quais 28,3 km² estão cobertos por terra e 0,5 km² por água.

### Localidades na vizinhança
O diagrama seguinte representa as localidades num raio de 8 km ao redor de Arcadia.

## Demografia
Segundo o censo nacional de 2010, a sua população é de 56 364 habitantes e sua densidade populacional é de 1 991,6 hab/km². Possui 20 686 residências, que resulta em uma densidade de 730,7 residências/km².

## Marco histórico
Arcadia possui apenas uma entrada no Registro Nacional de Lugares Históricos, o Queen Anne Cottage and Coach Barn, designado em 31 de outubro de 1980.